# خدي سيلا
خَدِي سيلَّا (بالإنجليزية: Khady Sylla)‏ (وُلدت في السابع والعشرين من آذار/مارس 1963 في داكار وتُوفيّت في نفس المدينة في الثامن من تشرين الأول/أكتوبر 2013) كانت ممثلة كاتبة سنغالية.

## الحياة المُبكّرة
وُلدت سيلا في داكار ودرست في المدرسة العليا للتعليم العالي (بالفرنسية: École Normale Supérieure)‏ حيثُ أصبحت مهتمّة بالكتابة والتأليف. أصبحت خدي سيلا فيما بعدُ واحدة من عدد قليل من صانعات الأفلام الأفريقيات. فاز فيلمها النافذة المفتوحة (بالفرنسية: An Open Window)‏ بالجائزة الأولى في مهرجان مرسيليا للفيلم الوثائقي . كانت سيلا واحدةً من العديد من المخرجين السنغاليين الذين أشرف عليهم عالم الإثنولوجيا الفرنسي جان روش. سيلا هي الأخت الكبرى للمخرجة مارياما سيلا التي شاركت معها في إخراج فيلم تماثل بسيط (بالفرنسية: Une simple paral)‏.

## قائمة أعمالها
الروايات
| السنة | العنوان    | العنوان الأصلي   | ردمك                 | ملاحظة                                                   |
| ----- | ---------- | ---------------- | -------------------- | -------------------------------------------------------- |
| 1992  | لعبة البحر | Le Jeu de la Mer | (ردمك 2-7384-1563-6) | صدر الكتاب عن دار نشرٍ في العاصمة الفرنسيّة باريس عام 1992 |

أفلام
| السنة | العنوان        | العنوان الأصلي      | ملاحظات                                 |
| ----- | -------------- | ------------------- | --------------------------------------- |
| 1997  | المجوهرات      | Les Bijoux          | فيلم قصير                               |
| 1999  | كولوبان إكسبرس | Colobane Express    | فيلم درامي وثائقي عن ركاب حافلة سنغاليّة |
| 2005  | نافذة مفتوحة   | Une fenêtre ouverte | فيلم وثائقي قصير من 52 دقيقة            |
| 2014  | تماثل بسيط     | Une simple parole   | فيلم قصير                               |